# Астрахански район
Астрахански район (на казахски: Астрахан ауданы) е съставна част на Акмолинска област, Казахстан, с обща площ 7372 км2 и население 23 390 души (по приблизителна оценка към 1 януари 2020 г.). Мнозинството от населението са казахи (43,7 %) следвани от руснаците (29,3 %) и украинците (7,7 %), германците (5,6 %), и други националности (13,7 %).
Административен център е село Астраханка.